# Marlies Göhr
Marlies Oelsner-Göhr (Gera, 21 marzo 1958) è un'ex velocista tedesca, campionessa olimpica della staffetta 4×100 metri a Montréal 1976 e Mosca 1980 e campionessa mondiale dei 100 metri piani ad Helsinki 1983.

## Biografia
Ottenne la prima vittoria importante in una specialità individuale ai primi Campionati del mondo di atletica leggera di Helsinki, nel 1983, dove vinse i 100 metri. Si classificò dodici volte di seguito tra le prime 10 velociste (e per sei volta in testa alla classifica).
È stata inoltre la prima atleta a scendere sotto gli 11 secondi nei 100 metri col cronometraggio elettronico, riuscendo nell'impresa il 1º luglio 1977 a Dresda, col tempo di 10"88.
Nel corso della sua carriera Marlies Göhr ha stabilito diversi record mondiali:
- 100 metri piani: 10"88 (1º luglio 1977)
- Staffetta 4×100 metri: 41"85 (13 luglio 1980)
- Staffetta 4×100 metri: 41"60 (1º agosto 1980)
- 100 metri piani: 10"88 (9 luglio 1982)
- 100 metri piani: 10"81 (8 giugno 1983)
- Staffetta 4×100 metri: 41"53 (31 luglio 1983)
- Staffetta 4×100 metri: 41"37 (6 ottobre 1985)

## Record nazionali

### Seniores
- 100 metri piani: 10"81 ( Berlino, 8 giugno 1983)
- Staffetta 4×100 metri: 41"37 ( Canberra, 6 ottobre 1985)  (Silke Möller, Sabine Günther, Ingrid Auerswald, Marlies Göhr)

## Palmarès
| Anno | Manifestazione   | Sede              | Evento      | Risultato  | Prestazione | Note                  |
| ---- | ---------------- | ----------------- | ----------- | ---------- | ----------- | --------------------- |
| 1975 | Europei juniores | Atene             | 100 metri   | Argento    | 11"43       |                       |
| 1976 | Giochi olimpici  | Montréal          | 100 metri   | 8ª         | 11"34       |                       |
| 1976 | Giochi olimpici  | Montréal          | 4×100 metri | Oro        | 42"55       | Record olimpico       |
| 1977 | Europei indoor   | San Sebastián     | 60 metri    | Oro        | 7"17        |                       |
| 1978 | Europei indoor   | Milano            | 60 metri    | Oro        | 7"12        | Record dei campionati |
| 1978 | Europei          | Praga             | 100 metri   | Oro        | 11"13       | Record dei campionati |
| 1978 | Europei          | Praga             | 200 metri   | Argento    | 22"53       |                       |
| 1978 | Europei          | Praga             | 4×100 metri | Bronzo     | 43"07       |                       |
| 1979 | Europei indoor   | Vienna            | 60 metri    | Oro        | 7"16        |                       |
| 1979 | Universiadi      | Città del Messico | 100 metri   | Oro        | 11"00       | Record dei campionati |
| 1980 | Giochi olimpici  | Mosca             | 100 metri   | Argento    | 11"07       |                       |
| 1980 | Giochi olimpici  | Mosca             | 4×100 metri | Oro        | 41"60       | Record mondiale       |
| 1982 | Europei indoor   | Milano            | 60 metri    | Oro        | 7"11        | Record dei campionati |
| 1982 | Europei          | Atene             | 100 metri   | Oro        | 11"01       | Record dei campionati |
| 1982 | Europei          | Atene             | 4×100 metri | Oro        | 42"19       | Record dei campionati |
| 1983 | Europei indoor   | Budapest          | 60 metri    | Oro        | 7"09        | Record dei campionati |
| 1983 | Mondiali         | Helsinki          | 100 metri   | Oro        | 10"97       | Record dei campionati |
| 1983 | Mondiali         | Helsinki          | 4×100 metri | Oro        | 41"76       |                       |
| 1985 | Europei indoor   | Pireo             | 60 metri    | Argento    | 7"13        |                       |
| 1986 | Europei indoor   | Madrid            | 60 metri    | Argento    | 7"08        |                       |
| 1986 | Europei          | Stoccarda         | 100 metri   | Oro        | 10"91       | Record dei campionati |
| 1986 | Europei          | Stoccarda         | 4×100 metri | Oro        | 41"84       | Record dei campionati |
| 1987 | Europei indoor   | Liévin            | 60 metri    | Bronzo     | 7"12        |                       |
| 1987 | Mondiali         | Roma              | 100 metri   | Semifinale | 11"33       |                       |
| 1987 | Mondiali         | Roma              | 4×100 metri | Argento    | 41"95       |                       |
| 1988 | Europei indoor   | Budapest          | 60 metri    | Bronzo     | 7"07        |                       |
| 1988 | Giochi olimpici  | Seul              | 100 metri   | Semifinale | 11"13       |                       |
| 1988 | Giochi olimpici  | Seul              | 4×100 metri | Argento    | 42"09       |                       |

## Altre competizioni internazionali
1977
- Coppa Europa di atletica leggera ( Helsinki)
- Oro in Coppa del mondo ( Düsseldorf), 100 metri - 11"16
- Argento in Coppa del mondo ( Düsseldorf), 4×100 metri - 42"65

1979
- Coppa Europa di atletica leggera ( Torino)
- Argento in Coppa del mondo ( Montréal), 100 metri - 11"17
- Argento in Coppa del mondo ( Montréal), 4×100 metri - 42"32

1981
- Coppa Europa di atletica leggera ( Zagabria)
- Bronzo in Coppa del mondo ( Roma), 100 metri - 11"13
- Oro in Coppa del mondo ( Roma), 4×100 metri - 42"22

1983
- Coppa Europa di atletica leggera ( Londra)

1985
- Oro in Coppa del mondo ( Canberra), 100 metri - 11"10
- Oro in Coppa del mondo ( Canberra), 4×100 metri - 41"37

1987
- Coppa Europa di atletica leggera ( Praga)